# 니시오비히로역
니시오비히로역(일본어: 西帯広駅)은 일본 홋카이도 오비히로시에 있는 역이다. 홋카이도 여객철도가 운연하는 이 역의 번호는 K29이며, 단선 · 섬식의 형태를 합친 복합 구조의 지상역이다.

## 역 주변
- 국도 제38호선
- 오비히로 히로오 자동차도 메무로오비히로 나들목

## 역사
- 1907년 9월 8일 : 후시코역(일본어: 伏古駅)이라는 역명으로 개업.
- 1954년 11월 10일 : 니시오비히로역으로 개칭.
- 1987년 4월 1일 : 민영화에 의해, 홋카이도 여객철도로 이관.

## 인접 정차역
| 홋카이도 여객철도 네무로 본선 | 홋카이도 여객철도 네무로 본선 | 홋카이도 여객철도 네무로 본선 |
| ----------------------------- | ----------------------------- | ----------------------------- |
| K28 다이세이 신토쿠 방면      | 네무로 본선                   | 하쿠린다이 K30 구시로 방면    |